# Отто Карлова
Отто Карлова (нім. Carl Franz Otto Karlowa) — німецький правознавець, фахівець з римського права, професор університетів у Грайфсвальді та Гейдельберзі (1872–1903). Автор двотомної "Історії римського права" (1885–1901) та праць з римського цивільного процесу. 
1. ↑  Identifiants et Référentiels — ABES, 2011.
2. ↑  запланована ним у п’яти томах Історія римського права / Römische Rechtsgeschichte, опубліковані 2 т., 1885 — 1901.